# Русские веб-бригады
Российские веб-бригады (русские тролли, кремлёвские боты, кремлеботы, армия троллей) — спонсируемые государством анонимные политические интернет-комментаторы и тролли, связанные с правительством России.
Среди известных операций, приписываемых «троллям» — вмешательство в президентские выборы в США в 2016 году.
Количество «кремлеботов» только в Твиттере по состоянию на 2015 год оценивается в 20 000 аккаунтов. По данным Радио «Свобода» (2021), «тролль» должен писать 120 комментариев в день, а зарплата составляет 40 тысяч и больше.
По данным proekt.media, российские власти постоянно прибегают к помощи структур, занимающихся «управлением дискуссией в интернете».
Пресс-секретарь президента Дмитрий Песков отрицает использование фейковых комментаторов на выборах глав регионов.

## История
По данным российского политтехнолога С. А. Белковского, первая специально обученная «бригада» была создана в 2000—2001 годах и была малочисленной. Функции этой бригады состояли в том, чтобы «путём комментариев в блогах и в форумах под статьями дискредитировать неудобную для власти позицию или тексты». Согласно опубликованной в 2003 году в журнале «Вестник Онлайн» статье «Виртуальное око старшего брата» журналистов А. Полянской и А. Кривова и программиста-аналитика И. Ломко, «веб-бригадам» («бригадникам») уже в то время были «характерны особенности и общие черты, не свойственные никаким другим участникам дискуссий»:
- «круглосуточное присутствие на форумах»
- «пластичность идеологии, всегда совпадающей с государственной»
- «безграничная преданность Путину и его окружению»
- «почтение и преклонение перед ВЧК-КГБ-ФСБ»

По утверждению президента исследовательского центра «Политическая аналитика» Михаила Тульского, в 2005 году заместитель руководителя администрации президента России Владислав Сурков разработал план противодействия «цветной угрозе», частью которого стало создание групп блогеров, «каждая из которых была прикреплена к какому-то ЖЖ-сообществу или оппозиционному сайту». В сентябре 2009 года информационное агентство «Новый регион» писало:
С начала нулевых годов, когда замглавой администрации Кремля Владиславом Сурковым была объявлена всеобщая мобилизация на борьбу с «оранжизмом», в Рунете одномоментно появились люди, которые стали гневно «комментить» статьи оппозиционных авторов и выражать восторг в адрес властей предержащих. Владельцы популярных сетевых дневников и оппозиционных сайтов, на которых существует «обратная связь», столкнулись с тем, что после каждого «критического поста» к ним стали набегать «орды» неизвестных «блогеров» и «гадить в комментах». «Россия встает с колен! А тот, кто этого не видит, тот пиндос, какол, или грызун!», — самая распространённая запись с форумов РИА «Новый Регион». «При Путине бардак закончился и только такие враги России как ВЫ не замечают этого», — пишут посетители «либеральных сайтов», таких, например, как «Радио Свобода».
В январе 2006 года обозреватель «Новой газеты» и редактор сайта о специальных органах Agentura.ru А. А. Солдатов в эфире передачи «Полный Альбац» (ведущая — Евгения Альбац) на «Эхо Москвы» заявил: «Я не думаю, что это придумка. <…> Я думаю, что сложно чётко сказать, при каких управлениях точно эти люди существуют — там разные структуры называют, называют Центр информационной безопасности… у нас были две структуры, которые занимаются Интернетом — ФАПСИ и ФСБ. Потом, когда ФАПСИ не стало, то главная такая структура, о которой все забыли, это так называемый „Третий главк“, назывался он Главное управление радиоэлектронной разведки на средствах связи…». В августе 2008 года Солдатов в программе «Точка» радио «Эхо Москвы» заявил, что мнение о «косности спецслужб, не рассматривающих Интернет как сферу влияния» является ошибочным. Согласно проведённому в эфире опросу, 93 % слушателей программы верят в агентов влияния на сайтах, форумах и блогах. В ноябре того же года автор статьи в журнале «Компьютерра» Киви Бёрд предположил, что российские специальные службы в русском сегменте Википедии «наверняка занимаются» редактированием статей в своих интересах по примеру англо-американских спецслужб.
В своей книге 2015 года доцент кафедры коммуникации и риторических исследований Сиракузского университета Уитни Филлипс высказала мнение, что «В цифровом ландшафте практически нет границы между троллингом и корпоративными медиа, падкими на сенсации; для корпоративных медиа троллинг — не что иное, как бизнес-стратегия».

### Техническое и программное обеспечение
Одним из основных признаков веб-бригад является использование бригадниками для своей «работы» в интернете специального программного обеспечения, создающего одновременно в наиболее популярных соцсетях миллионы ложных «сообщений» одновременно от тысяч и более ложных «виртуальных людей». Именно эта лживая «массовость» и является главным, что отличает бригадника от обычного пользователя интернета, имеющего право высказывать своё личное мнение в интернете. Используя специальное программное обеспечение, бригадники целенаправленно вытесняют из соцсетей реальных людей, заменяя их ложными «массами» и по сути навязывают обществу гигантскую ложь о якобы «существовании» несуществующего на самом деле «подавляющего общественного мнения» по тому или иному вопросу общественной жизни.

### Цели
В 2003 году Полянская, Кривов и Ломоко утверждали в статье «Виртуальное око старшего брата», что члены «веб-бригад» распространяют идеологию, включающую в себя:
- реставрацию сталинских и советских ценностей,
- повышение рейтингов действующей власти,
- культ личности Путина,
- милитаризм,
- антисемитизм,
- ксенофобия,
- одобрение чеченской войны,
- верность КГБ/ФСБ и ненависть к перебежчикам,
- антиамериканизм и антизападничество,
- ненависть к интеллигенции, к правозащитникам, диссидентам и журналистам,
- ностальгия по СССР,
- обвинения оппонентов в русофобии.

Также, по мнению авторов статьи, главными врагами «веб-бригады» являются сторонники оппозиционных взглядов, чеченцы, европейцы, американцы, евреи. А особый предмет ненависти — российская либеральная интеллигенция, бывшие советские диссиденты, независимые журналисты и правозащитное движение, а также отдельные особо ненавистные личности, такие, как С. Ковалёв, Е. Боннэр, А. Бабицкий, А. Политковская, Г. Пасько, В. Шендерович, В. Новодворская и другие люди, известные своим критическим отношением к путинизму.

## Объекты атак

### Онлайн СМИ
Директор сайта Грани.ру Юлия Березовская выразила убеждённость в том, что форум сайта подвергается воздействию «веб-бригад». Как считает Михаил Тульский, объектами атаки становились сайт Grani.ru, сайт «Радио Свободы» и все форумы оппозиционных ресурсов.
В мае 2014 года журналист британской газеты «Гардиан» Крис Эллиот сообщила о том, что модераторы её веб-сайта убеждены в наличии организованной группы про-кремлёвских активистов, оставляющих провокационные комментарии к материалам сайта. В том же месяце журналист Илья Клишин в своей колонке в газете «Ведомости» сообщил со ссылкой на источники, близкие к администрации Президента РФ о начале работы «гнезда троллей», ориентированного на «внешнее направление» — онлайн-СМИ и социальные сети, популярные у американской и европейской аудитории.
Внештатный корреспондент «Радио Свобода» в Латвии и Эстонии Мария Кугель отметила, что в августе 2014 года по заказу центра стратегических коммуникаций НАТО Stratcom Латвийским институтом внешней политики было проведено исследование сайтов ряда латвийских СМИ. За две недели 6 тыс. из 200 тыс. комментариев (3 %) были оставлены троллями с одного IP-адреса; ряд комментариев на латышском языке были составлены с помощью Google translate.

### Facebook и Twitter
В ноябре 2016 года начались президентские выборы в США. 8 ноября 2016 года Дональд Трамп одержал победу, получив 304 голоса выборщиков. Вследствие этого, в стране начались массовые протесты и митинги. Министерство внутренней безопасности США провело расследование и объявило о предполагаемом влиянии «фабрики троллей» на предвыборную гонку. По данным отчётов Facebook и Twitter, связанным с покупкой рекламы и прочей активностью в данный период, наибольшая активность проявлялась бот-аккаунтами с российским IP. По данным Министерства внутренней безопасности США, «фабрика троллей» скупила более 2000 аккаунтов в социальных сетях и потратила около $2 млн, которые были замечены в публикации рекламы и постов политического характера, направленных в пользу Трампа.

## Выявление
Для выявления аккаунтов, принадлежащих «троллям», применяют различные инструменты, включая искусственный интеллект.

## Агентство интернет-исследований
Примером веб-бригады является ООО «Агентство интернет-исследований», также известное как «ольгинские тролли» и «фабрика троллей». В обязанности сотрудника входит написание не менее пяти «провластных» комментариев в день на политические темы в соответствии с выдаваемым начальством техзаданием (деятельность Владимира Путина, вооружённый конфликт на востоке Украины, убийство Бориса Немцова, гражданская война в Сирии).